# Nhà thờ chính tòa Leicester
Nhà thờ chính tòa Thánh Martin, Leicester, thường được gọi là Nhà thờ Leicester, là một nhà thờ lớn của Nhà thờ chính tòa thuộc Giáo hội Anh ở Leicester, Anh và là nơi ngự trị của Giám mục Leicester. Nơi đây được nâng lên thành nhà thờ kinh sĩ đoàn vào năm 1922 và trở thành nhà thờ lớn vào năm 1927 sau khi thành lập Giáo phận mới Leicester vào năm 1926.
Hài cốt của Vua Richard III đã được cải táng trong nhà thờ vào năm 2015 sau khi được phát hiện gần đó trong nền móng của nhà nguyện Greyfriars đã biến mất cách đây vài thế kỷ.